# Katholischer Akademischer Ausländerdienst
Der Katholische Akademische Ausländer-Dienst KAAD e. V. ist das Stipendienwerk der deutschen katholischen Kirche für Postgraduierte und Wissenschaftler aus (Entwicklungs-)Ländern Asiens, Afrikas, Lateinamerikas, des Nahen und Mittleren Ostens sowie Ost- und Südosteuropas.

Offizielles Vereinslogo

## Geschichte
Im Prozess der Öffnung der deutschen Katholiken für weltkirchliche Fragen und Aufgaben in den 1950er Jahren besannen sich insbesondere die Laienorganisationen auf die Chancen, die in diesem Feld durch den Dialog mit Studierenden aus Übersee in Deutschland erwachsen können. So ging aus einer Initiative des Katholikentags von Fulda 1954 der KAAD hervor. 1955 erfolgte die Gründung. 1958 wurde er als gemeinnütziger Verein mit Sitz in Bonn eingetragen.

## Aufgaben
Durch Stipendien, Bildungsveranstaltungen sowie persönliche und spirituelle Begleitung fördert der KAAD seine Stipendiaten mit Blick auf eine multiplikatorische Tätigkeit in ihren Heimatländern. Dies geschieht in Kooperation mit Partnergremien und Vereinen ehemaliger Stipendiaten in diesen Ländern mit dem Ziel einer (wissenschaftlichen) Netzwerkbildung und eines Beitrags zu einer ganzheitlichen Entwicklung, die die religiöse und interreligiöse Dimension einschließt.

## Organisation
Der KAAD ist als Verein organisiert, dessen Mitgliederversammlung aus Vertretern der großen kirchlichen Hilfswerke, der deutschen Bistümer und der Hochschulpastoral gebildet wird.
Das Förderwerk wird seit einer Neustrukturierung im Jahr 1985 von einem Präsidenten geleitet, die operative Arbeit in der Geschäftsstelle seit 1986 von einem Generalsekretär. Die Geschäftsstelle ist in fünf Regionalreferate gegliedert, zwei geistliche Beiräte begleiten die Arbeit des Förderwerkes.
Die Vergabe der Stipendien erfolgt über ein unabhängiges Gremium aus Hochschullehrern und zwei Kirchenvertretern.
Präsidenten seit 1985:
- 1985–2002 Peter Hünermann
- 2003–2011 Josef Reiter
- 2011–2016 Albert Franz
- 2016–2020 Eberhard Schockenhoff
- seit 2021 Hans Langendörfer SJ

Generalsekretäre seit 1986:
- 1986–1989 Arnold Spitta
- 1989–2021 Hermann Weber
- seit 2021 Nora Kalbarczyk

## Finanzierung
Finanziert wird das Stipendienwerk aus Kirchensteuermitteln des Verbandes der Diözesen Deutschlands, Mitteln kirchlicher Werke sowie aus Bundesmitteln, in geringerem Umfang auch durch Kooperationen mit einzelnen Bistümern oder Universitäten.

## Weitere Publikationen
- Hermann Weber (Hrsg.): Im Spiegel der Anderen: Deutschland. Geschichte – Sprache – Mentalität – Religion., Bonn 2006, ISBN 3-926-28828-0.
- Carsten-Michael Walbiner (Hrsg.): The Role of Universities in the Dialogue of Cultures and Religions., Bonn 2006, ISBN 3-926-28827-2.
- Eberhard Schockenhoff: Einheimische Eliten statt Entwicklungshelfer. In: Herder Korrespondenz, Jg. 73 (2019), Heft 3, S. 33–36.